# 圆齿垫柳
圆齿垫柳（学名：Salix anticecrenata）是杨柳科柳属的植物。分布于尼泊尔以及中国大陆的西藏、云南等地，生长于海拔3,300米至4,200米的地区，常生长在山坡和山顶潮湿处，目前尚未由人工引种栽培。